# Walter Anatole Persich
Walter Anatole Persich (eigentlich: Walter Willi Karl Persich, * 5. Juli 1904 in Hamburg; † 23. Mai 1955) war ein deutscher Schriftsteller.

## Leben
Persich, der teilweise auch unter dem Pseudonym Christoph Walter Drey veröffentlichte, schrieb vorwiegend Kurzgeschichten und Romane. Seine Bücher spielten oft im hanseatischen Milieu, vor seemännischem Hintergrund oder in exotischen Welten. Vielfach stützten sich die Geschichten auf tatsächliche historische Begebenheiten oder das Leben bekannter Personen. Durch seinen plaudernd-gefälligen Stil waren die Werke erfolgreich und wurden vielfach in mehreren Auflagen gedruckt. Einige Bücher erlebten auch in der Nachkriegszeit noch Neuausgaben. Persich blieb in der nationalsozialistischen Periode in Deutschland und bezeichnete sich selbst als „unpolitischen“ Menschen. Allerdings veröffentlichte er zur Zeit des Weltkrieges auch Bücher mit propagandistischer Tendenz („Winston Churchill ganz ‚privat‘ – Abenteurer, Lord, Verbrecher“, „Zaharoff der Dämon Europas“). Anfang der 1950er Jahre gründete Persich mit anderen in Hamburg das Paul-Abraham-Komitee, um die Rückkehr des schwer kranken Komponisten Paul Abraham aus dem amerikanischen Exil zu betreiben.

## Werke
- Andreas Gleitner. Ein Roman aus Berlin, Drei Kegel Verlag, Berlin u. a. 1929.
- Das Birkenschiff (Roman), 1937
- Die Entscheidung fällt in Shanghai (Roman), 1937
- Wie es kommen musste (Roman), 1937
- ... man trifft sich auf der Reeperbahn, 1938
- Der Elfenbeintransport. Abenteuer aus aller Welt, 1938
- Der Liliputaner Herkules Hinz (Roman), 1938
- Die stille Tat. Schicksale im Alltag, 1939
- Der letzte Zug nach Schanghai, Z.A.G, Berlin 1939. (Ps.: Chr. W. Drey)
- Die große Nummer. Schicksale aus der Welt des Varietés, 1939
- Der Sehnsucht ewiges Lied. Ein Buch von deutschen Dichtern, Musikern und Malern, 1939
- Reederfamilie Surenbrook. Roman aus der Zeit der Wiederaufrichtung der deutschen Handelsschiffahrt, 1939
- Zaharoff der Dämon Europas, 1940
- Winston Churchill, ganz „privat“. Abenteurer, Lord und Verbrecher, 1940
- Adieu Vergangenheit. Ein Künstlerschicksal, 1941
- Bagdadbahn 1893. Roman einer Diplomatenintrige, 1941
- Aktien von Suez. Die Weltgeschichte schreibt einen Roman, 1942
- Kleines Wachbuch für Annemar. Briefe aus der Einsamkeit, 1944
- Chinesische Tapeten. Für Liebende, 1955